# Henri Van Eyken
Henri Van Eyken (Antwerpen, 27 maart 1875 - aldaar, 21 september 1949) was een Belgisch syndicalist en politicus voor de BWP.

## Levensloop
Henri Van Eyken was een zoon van Petrus Van Eyken (1854) en Joanna Camerlinckx (1848). Hij was havenarbeider en vanaf 1926 bediende. Hij werd actief in de vakbond van havenarbeiders. Hij werd bestuurslid (1905) en propagandist (1910) van de bond Willen is Kunnen. In 1913 was hij lid van het Uitvoerend Comité van de Belgische Transportarbeiders (BTB). 
Na de Eerste Wereldoorlog werd hij voorzitter (1919) en secretaris (1922-28) van deze vakcentrale en voorzitter van de sector Havenarbeiders van de BTB-afdeling van Antwerpen. Hij werd ook politiek actief binnen de socialistische partij.
Hij was van 1921 tot 1932 gemeenteraadslid van de stad Antwerpen en was provincieraadslid van 1921 tot 1927 en van 1932 tot 1936. In 1927 nam hij ontslag uit de provincieraad om het mandaat van de overleden volksvertegenwoordigerJef Verlinden tot in 1929 te voltooien.